# Jesús María Botero
Jesús María Botero Gutiérrez (Bogotá, Cundinamarca, 1963) es un médico y político colombiano. Fue alcalde de la ciudad de Ibagué para el periodo 2008-2011. 

## Biografía
Estudió primaria en el Colegio Tolimense. Luego se graduó como médico cirujano en la Universidad Metropolitana de Barranquilla. Cursó dos especializaciones, una en Gestión Social en la Universidad del Tolima y Ciencias Políticas en la Universidad de Ibagué en convenio con la Universidad de Salamanca de España. Como político ha apoyado el aborto y las uniones de parejas homosexuales.
En su experiencia laboral se destaca su trabajo en la gerencia del hospital San Francisco durante cinco años. Así mismo gerenció la EPS Solsalud. Durante la alcaldía de Jorge Tulio Rodríguez en Ibagué, fue asesor del despacho, gerente de la USI, secretario de Salud y alcalde encargado. Trabajó como médico en el hospital Federico Lleras Acosta y en la Secretaría de Salud. También fue jefe de criminalística en la Fiscalía. Durante más de tres años fue catedrático de varias universidades en el país.

## Destitución e inhabilidad
La decisión de la Sala Disciplinaria de la Procuraduría General de la Nación en 2013 destituyó e inhabilitó al exmandatario por 10 años para ejercer cualquier cargo público. La destitución e inhabilidad se basa en la comisión de una falta disciplinaria gravísima cometida con culpa gravísima, conforme a lo expuesto en la parte considerativa de la providencia. Finalmente dicha decisión fue revocada ya que el Ministerio Público no halló mérito disciplinario, ni encontró que el exalcalde Botero haya obrado en contra de la ley.

## Reconocimientos
Colombia Lider entregó el Premio a los Mejores Alcaldes y Gobernadores 2008-2010 con el fin de exaltar los resultados de los gobernantes locales que se distinguieron por su gestión integral, replicabilidad de sus iniciativas, innovación, sostenibilidad, participación ciudadana e 
inclusión social., entre los premiados estuvo Jesús Maria Botero como Alcalde de Ibagué.
Recibió este premio, pero, solo participaron cinco alcaldes de todo el país, que son más de mil alcaldes.